# Sangiorgese 1922
La S.S.D. a r.l. Sangiorgese 1922, nota come Sangiorgese Calcio, è una società calcistica italiana con sede nella città di Porto San Giorgio.

## Storia
La Sangiorgese Calcio viene fondata nel 1922 come Unione Sportiva Sangiorgese per opera di Nino Badalini, Giorgio Cionfrini, Alfredo Tozzi, Fulvio ed Umberto Fulvi. Fin dai primi anni '30 è attiva nei campionati regionali, con una partecipazione in Serie C nella stagione 1946-1947. Il primo trionfo degno di nota per la squadra nero-azzurra si ha con la vittoria del campionato di Promozione Marche 1952-1953 che proietta la Sangiorgese in Serie D, in cui vi rimarrà per tredici stagioni consecutive.
Negli anni '80 e '90 i nero-azzurri si dividono fra la Serie D e la Promozione sino alla stagione 1990-1991 che sarà l'ultima disputata a livello interregionale; da quel momento parte un filotto di tre retrocessioni consecutive che relega la Sangiorgese alla Prima Categoria.
Dopo un'immediata risalita e qualche stagione trascorsa in Eccellenza, con l'avvento del nuovo millennio la Sangiorgese cade in un lento declino con i nero-azzurri che dividono i propri campionati fra Promozione e Prima Categoria, sino al 2011 quando non si iscrive e viene di conseguenza radiata dalla Federazione. A raccoglierne l'eredità ci pensa la A.S.D. Nuova Sangiorgese. Nel 2017, dopo aver terminato con la salvezza il torneo di Promozione la società cambia nome in S.S.D. Sangiorgese 1922. Il club nerazzurro retrocede nuovamente in Prima Categoria al termine della stagione 2018-2019.
Nell'estate 2023 si fonde con la Monterubbianese ereditando da quest'ultima realtà il titolo sportivo per partecipare al campionato di Promozione.

## Colori
I colori della Sangiorgese sono il nero e l'azzurro. La prima maglia è a strisce verticali nero-azzurre con pantaloncini neri. La seconda maglia è quasi interamente bianca con risvolti azzurri. La terza maglia è nera con risvolti bianchi.

## Palmarès

### Competizioni regionali
- Promozione: 3

1952-1953, 1995-1996 (girone B), 1987-88 (girone B)
- Prima Divisione: 1

1950-1951 (girone C)
- Prima Categoria: 2

1967-1968 (girone B), 1968-1969 (girone B)
- Seconda Categoria: 1

2013-2014 (girone G)